# Pandanus cuneatus
Pandanus cuneatus är en enhjärtbladig växtart som beskrevs av Huynh. Pandanus cuneatus ingår i släktet Pandanus och familjen Pandanaceae.
Artens utbredningsområde är Madagaskar. Inga underarter finns listade.